# Józef Kozłowski (1892–1940)
Józef Kozłowski (ur. 18 kwietnia 1892 w Żytomierzu, zm. wiosną 1940 w Charkowie) – kapitan piechoty Wojska Polskiego, kawaler Orderu Virtuti Militari, ofiara zbrodni katyńskiej.

## Życiorys
Syn Stanisława i Jadwigi z Puciłowskich urodzony 18 kwietnia 1892 w Żytomierzu. Ukończył gimnazjum w Żytomierzu i kursy rolnicze w Kijowie. Od 1914 służył w armii rosyjskiej. W 1917 zgłosił się do I Korpusu Polskiego w Rosji, przydzielony do 12 pułku strzelców polskich. Był członkiem POW w Żytomierzu.
Po odzyskaniu niepodległości i powrocie do kraju w 1919 został przyjęty do Wojska Polskiego i przydzielony do 21 pułku piechoty, w szeregach którego walczył w wojnie polsko-bolszewickiej, ranny pod Duniłowiczami.
W 1922 został przeniesiony do rezerwy i zweryfikowany w stopniu porucznika ze starszeństwem z dniem 1 czerwca 1919 w korpusie oficerów rezerwowych piechoty. W 1934 pozostawał na ewidencji Powiatowej Komendy Uzupełnień Równe i posiadał przydział mobilizacyjny do 45 pułku piechoty. Na kapitana rezerwy został awansowany ze starszeństwem z 19 marca 1939 i 37. lokatą w korpusie oficerów piechoty.
Po przejściu do rezerwy mieszkał we wsi Kurhany, pow. ostrogski, jako osadnik wojskowy. Był komendantem rejonowym Związku Rezerwistów w Zdołbunowie i prezesem Kółka Rolniczego. 

W czasie kampanii wrześniowej we wrześniu 1939 został zmobilizowany na terenie Okręgu Korpusu Nr II. Po agresji ZSRR na Polskę w nieznanych okolicznościach wzięty do niewoli sowieckiej i przewieziony do obozu w Starobielsku. Wiosną 1940 został zamordowany przez funkcjonariuszy NKWD w Charkowie i pogrzebany potajemnie w bezimiennej mogile zbiorowej w Piatichatkach, gdzie od 17 czerwca 2000 mieści się oficjalnie Cmentarz Ofiar Totalitaryzmu w Charkowie. Figuruje na Liście Starobielskiej NKWD pod pozycją. 1518.
5 października 2007 minister obrony narodowej Aleksander Szczygło mianował go pośmiertnie na stopień majora. Awans został ogłoszony 9 listopada 2007 w Warszawie, w trakcie uroczystości „Katyń Pamiętamy – Uczcijmy Pamięć Bohaterów”.

## Ordery i odznaczenia
- Krzyż Srebrny Orderu Wojskowego Virtuti Militari nr 3651 (1921)[12]
- Krzyż Walecznych[1]
- Medal Pamiątkowy za Wojnę 1918–1921[1]
- Medal Dziesięciolecia Odzyskanej Niepodległości[1]
- Amarantowa Wstążka